# Caminho-de-Ferro de São Tomé
| Eine der beiden 0-8-0T Dampflokomotiven von Maffei (N° 3595–3596/1910), mit Gölsdorf-Steuerung, mit den Nummern C.F.S.T. 11 und 12, 300 PS Leistung, 32 t Dienstgewicht, 25,5 t Leergewicht |                               |                              |                              |
| Streckenlänge: | 18 km                         |                              |                              |
| Spurweite: | anfangs 600 mm, später 750 mm |                              |                              |
| |                               |                              |                              |
| \| \| 0 \| Hafen von São Tomé \| Hafen von São Tomé \| \| \| \| Altes Zollhaus (Alfândega) \| \| \| \| \| Apeadeira Jardim \| \| \| \| \| Fortaleza de São Sebastião \| \| \| \| \| Almeirim \| \| \| \| \| Amparo II° \| \| \| \| \| Quifindá \| \| \| \| \| Lemos \| \| \| \| \| Obó Longo \| \| \| \| 14 \| Trindade \| Trindade \| \| \| \| Benfica \| \| \| \| \| Água Cavalo \| \| \| \| 18 \| Milagrosa Höhe: 452 m ü. NHN \| Milagrosa Höhe: 452 m ü. NHN \| |                               |                              |                              |
| Kopfbahnhof Streckenanfang (Strecke außer Betrieb) | 0                             | Hafen von São Tomé           | Hafen von São Tomé           |
| Haltepunkt / Haltestelle (Strecke außer Betrieb) |                               | Altes Zollhaus (Alfândega)   | Altes Zollhaus (Alfândega)   |
| Haltepunkt / Haltestelle (Strecke außer Betrieb) |                               | Apeadeira Jardim             | Apeadeira Jardim             |
| Bahnhof (Strecke außer Betrieb) |                               | Fortaleza de São Sebastião   | Fortaleza de São Sebastião   |
| Haltepunkt / Haltestelle (Strecke außer Betrieb) |                               | Almeirim                     | Almeirim                     |
| Haltepunkt / Haltestelle (Strecke außer Betrieb) |                               | Amparo II°                   | Amparo II°                   |
| Haltepunkt / Haltestelle (Strecke außer Betrieb) |                               | Quifindá                     | Quifindá                     |
| Bahnhof (Strecke außer Betrieb) |                               | Lemos                        | Lemos                        |
| Haltepunkt / Haltestelle (Strecke außer Betrieb) |                               | Obó Longo                    | Obó Longo                    |
| Bahnhof (Strecke außer Betrieb) | 14                            | Trindade                     | Trindade                     |
| Haltepunkt / Haltestelle (Strecke außer Betrieb) |                               | Benfica                      | Benfica                      |
| Haltepunkt / Haltestelle (Strecke außer Betrieb) |                               | Água Cavalo                  | Água Cavalo                  |
| Kopfbahnhof Streckenende (Strecke außer Betrieb) | 18                            | Milagrosa Höhe: 452 m ü. NHN | Milagrosa Höhe: 452 m ü. NHN |

Die Caminho-de-Ferro de São Tomé (C.F.S.T.) war eine 18 Kilometer lange Schmalspurbahn auf der Insel São Tomé von São Tomé über Trindade nach Milagrosa mit einer Spurweite von anfangs 600 mm und später 750 mm.

## Bau
Die Bauarbeiten begannen im Oktober 1908, gingen jedoch sehr langsam voran, hauptsächlich aufgrund des Mangels an Arbeitskräften auf der Insel, ein Problem, das zu dieser Zeit auch in den Roças genannten Plantagen vorkam. Während der Bauarbeiten wurden zwei Dampflokomotiven mit einer Spurweite von 600 mm eingesetzt: eine Krauss und eine 1906 für das Ministère de la Marine et d’Outremer gebaute 3¼ Tonnen schwere 0-4-0T-Decauville-N°-478. Diese wurden im Juni 1914 zum Wiederverkauf angeboten.
Später wurde eine 10 t schwere 0-4-0T Henschel (Nr. 8810/1908) mit 750 mm Spurweite zusammen mit etwa 24 Wagen von A. Koppel, Berlin ausgeliefert. Sternberg & Co. aus Frankfurt am Main lieferte einen Inspektionswagen mit 3 PS starkem Motor.

## Betrieb
Am 26. Oktober 1912 wurde per Dekret die Direcção de Portos und die Viação de S. Tomé zur Führung der Eisenbahn gegründet. Am 3. Juni 1913 wurde die Strecke eingeweiht und am nächsten Tag von S. Tomé aus nach Trinidade für den Verkehr freigegeben. Der Abschnitt nach Cruzeiro de Trinidade wurde erst am 1. August 1913 eröffnet. Am 1. Juli 1924 wurde eine Verlängerung von 4 km zwischen Cruzeiro de Trinidade und Milagrosa für eine Reihe von Roças in dieser Gegend eröffnet. Die Bahnstrecke wurde nur 13 Jahre lang bis Dezember 1926 fahrplanmäßig betrieben und 1931 endgültig stillgelegt. Bis in die 1950er Jahre wurde ein Teil des Schienennetzes noch für Sonderfahrten genutzt.